# 시모아소정
시모아소정(일본어: 下麻生町)은 일본기후현 가모군에 설치되었던 정이다. 현재의 가와베정 북부·히치소정 남부에 해당한다.

## 참고 문헌
- 角川日本地名大辞典編纂委員会,『角川日本地名大辞典 21 岐阜県』1980, 角川書店